# 美丰洋行大楼
美丰洋行大楼建于1913年，是美丰洋行在中国天津建造的分行大楼。坐落于天津法租界的主要街道大法国路（今和平区解放北路26号），作为天津租界时代留存下来的重要建筑之一，该建筑目前是重点保护等级历史风貌建筑。

## 历史
美丰洋行大楼是美丰洋行在天津法租界建造的分行大楼。该分行开设于1913年，由美国人马刚、卢克、格兰斯合资兴建而成。

## 建筑
美丰洋行大楼为3层混合结构建筑，局部为4层。一层为通廊，窗口旁设有装饰立柱，三层设通长挑檐式阳台。外檐设有各种图案加以点缀。是一座具有古典主义风貌特征的建筑。